# 北京の55日
『北京の55日』（ペキンの55にち、英語: 55 Days at Peking）は、1963年に製作・公開されたアメリカ合衆国の映画。清朝末期に義和団の乱が起こり、首都北京に義和団が押し寄せて、外国人居留区が包囲されて11か国の居留民が籠城して55日間を戦った物語を描いている。ニコラス・レイ監督で主演はチャールトン・ヘストン、エヴァ・ガードナー、デヴィッド・ニーヴン。音楽はディミトリ・ティオムキン。

## 解説
製作はサミュエル・ブロンストンで、当時スペイン・マドリードに本拠を置いて『キング・オブ・キングス』『エル・シド』『ローマ帝国の滅亡』など歴史劇の大作を70ミリで次々と撮影して話題となった。この後、世相を反映した社会派ドラマ等リアリズム重視や時代に逆行した白黒映画に佳作ヒット作多々があったりテレビジョンに対抗策である50年代から続いたワイドスクリーンでの大作主義が下火となり、負債をかかえて倒産した。監督を務めたニコラス・レイはジェームズ・ディーン主演の『理由なき反抗』の監督でもある。また大規模な戦闘場面は『ベン・ハー』で馬車馬競走を、『史上最大の作戦』で海岸の戦闘シーンを専門にメガホンを取ったアンドリュー・マートンが監督して、北京城内での壮大な戦闘シーンを撮っている。音楽はディミトリ・ティオムキンで『真昼の決闘』や『OK牧場の決斗』など話題曲を多数送り出していて、この映画では中国風の旋律を使うと同時に、最後の援軍到着時には各国の行進曲を巧みにアレンジして列国の北京入城のバックに勇壮なマーチを演奏している。
また日本から大映を退社した20代の伊丹十三が当時としては珍しく米国の超大作に出演して日本軍将校柴五郎を演じている。

## あらすじ
清王朝は1840年の阿片戦争以来国力が衰えて、欧米列強によって半植民地化され、さらに1894年の日清戦争に敗れて国内は混乱していた。1900年、国内に大規模な宗教団体である義和団が暴力による外国勢力排斥の行動を起こしていた。義和団が北京に迫ってくる前に、アメリカ海兵隊のマット・ルイス少佐(チャールトン・ヘストン)は配下の部隊を引き連れて北京に到着し、北京市内を行軍中に不穏な動きに遭遇した。ホテル到着後各国の将校と談話しながら、ロシアのナタリー・イワノフ男爵夫人(エヴァ・ガードナー)と知り合い、やがて恋仲となってイギリス大使館主催のヴィクトリア女王誕生記念の舞踏会に二人で出席した。また北京で久しぶりに友人のマーシャル大尉と再会して、彼に中国人女性との間に生まれた12歳になる娘テレサがいることを知る。
一方、義和団の蜂起で清王朝内には義和団を支持する端郡王(ロバート・ヘルプマン)の主戦派と国内を早く近代化すべきとする栄禄将軍(レオ・ゲン)の和平派とが分裂していた。主戦派の端郡王は影で義和団を指揮して宣教師の殺害や白昼に公使を襲撃したりしたが、栄禄将軍はそれに反対して義和団との関係を断つことを求めていた。しかし最初は曖昧な態度であった西太后は次第に義和団を支持するようになった。やがて北京市内を散歩していたドイツ公使が襲撃され殺される。この現場を見たルイス大佐は現場近くで端郡王が公使の殺害を命じている所を目撃した。すぐに英国公使アーサー・ロバートソン卿(デヴィッド・ニーヴン)は西太后に抗議したが言葉巧みに取り上げず、事態は何も解決せず、逆にその帰途に民衆から突き上げを受けるのであった。そして1900年6月20日、義和団がついに攻撃を開始して北京の外国公使館地区に押し寄せて包囲した。この時に北京の公使館地区に住む11か国(イギリス・アメリカ・ドイツ・フランス・イタリア・ロシア・ベルギー・オランダ・スペイン・オーストリア＝ハンガリー・日本)の軍人及び家族や婦女子を守るため、11か国の軍が合同して自衛にあたり全員が籠城した。
北京の外国公使館地区に籠城した11か国の居留民は約3000人で、それを守る海兵隊や水兵の部隊は合わせても約500名。それらの兵力によって女性や子供を守りながら、戦わなければならなかった。やがて清朝の正規軍が攻撃に加わるようになって激戦となり、死者が増していく中でルイスはイワノフ男爵夫人やマーシャル大尉が亡くなったことを知る。マーシャル大尉の娘テレサに父の死をつたえ、悲しみを小さな胸で堪える姿に心を痛めた。義和団の弾薬庫に夜に忍び込んで爆発させたりした。やがて天津に各国の救援軍が到着したとの報を受けて密かに北京城を抜け出して天津に向けて線路上を進んでいったが、備えられていた爆薬で死者が出て引き返した。北京に戻ると激しい戦闘の最中で、城門が激しい砲火で燃え盛り、ロケット弾が打ち込まれると火炎瓶を大鍋に詰め込んで遠くへ飛ばして自爆させたりして死闘は続いた。そして8月14日朝、城門の上でルイス少佐はロバートソン公使から労いの言葉を受けてこの日が攻撃開始から55日目にあたることを聞いた直後、義和団から総攻撃を受けて戦闘が始まった。しかし自分達に飛んでくるはずの砲弾がその日は義和団の方へ落ちていき、「あれは清の大砲か？」と戸惑っているとやがて攻撃が止んで義和団が退去した。一瞬の静寂の後に現れたのは天津から上京してきた8か国の救援軍であった。籠城していた兵士も女性たちも狂喜して抱き合い歓呼して援軍を迎えた。55日間に及んだ籠城は終わった。
西太后は北京を一時退去し、清朝の行く末が短いことを感じ取っていた。ロバートソン公使は故国へ帰ることになり、ルイス少佐は部下を率いて北京を去ることになった。公使とお別れの挨拶をした後に、少佐はテレサを馬上に乗せて部隊とともに北京を去って行った。

## キャスト
| 役名                             | 俳優                   | 日本語吹替 |
| 役名                             | 俳優                   | NETテレビ版 |
| -------------------------------- | ---------------------- | --- |
| マット・ルイス少佐               | チャールトン・ヘストン | 納谷悟朗 |
| 英国公使アーサー・ロバートソン卿 | デヴィッド・ニーヴン   | 中村正 |
| ナタリー・イワノフ男爵夫人       | エヴァ・ガードナー     | 翠準子 |
| 西太后                           | フローラ・ロブソン     | 河村久子 |
| ハリー軍曹                       | ジョン・アイアランド   | 大塚周夫 |
| 端郡王(プリンス・トゥアン)       | ロバート・ヘルプマン   | 千葉耕市 |
| 栄禄(ヤン・ルー)将軍             | レオ・ゲン             | 宮川洋一 |
| 柴五郎中佐                       | 伊丹十三               | 羽佐間道夫 |
| アンディ・マーシャル大尉         | ジェローム・ソー       | 小林修 |
| ホフマン                         | ウォルター・ゴテル     | 仁内達之 |
| ジュリアード                     | フィリップ・ルロワ     | 仲村秀生 |
| デ・バーン神父                   | ハリー・アンドリュース | 池田忠夫 |
| セルゲイ・イワノフ男爵           | カート・カズナー       | 富田耕生 |
| スタインフェルト医師             | ポール・ルーカス       | 千葉順二 |
| サラ・ロバートソン卿夫人         | エリザベス・セラーズ   | |
| ボブリンスキー少佐               | ジャック・セルナス     | |
| テレサ                           | リン・スー・ムーン     | 谷口真由美 |
| チャン                           | マイケル・チャウ       | |
| ナレーション                     | N/A                    | 矢島正明 |
| 不明 その他                      |                        | 寄山弘 細井重之 木原正二郎 塩見竜介 石井敏郎 国坂伸 矢田稔 北村弘一 村松康雄 水島晋 納谷六朗 加藤修 槐柳二 瀬能礼子 野本礼三 緑川稔 浅井淑子 河野たみ |
|                                  |                        | |
| 演出                             | 演出                   | 小林守夫 |
| 翻訳                             | 翻訳                   | 木原たけし |
| 効果                             | 効果                   | 藤田信夫/遠藤堯雄 |
| 調整                             | 調整                   | 前田仁信 |
| 制作                             | 制作                   | 東北新社 |
| 解説                             | 解説                   | 淀川長治 |
| 初回放送                         | 初回放送               | 1971年4月4日 『日曜洋画劇場』 21:00-23:26 |

※日本語吹替音声はハピネットから2023年4月5日に発売の「吹替シネマ2023」シリーズ第1弾『北京の55日-日本語吹替音声収録HDリマスター版-』に収録。一部音源の無い部分はオリジナル音声・日本語字幕となる。

## スタッフ
- 監督 - ニコラス・レイ
- 製作 - サミュエル・ブロンストン
- 脚本 - フィリップ・ヨーダン、バーナード・ゴードン
- 撮影 - ジャック・ヒルデヤード
- 作詞 - ポール・フランシス・ウェブスター
- 音楽 - ディミトリ・ティオムキン

## 主題歌
この時期の超大作映画は、画面が始まる前に、オーケストラで序曲が流れて後にスクリーンの映写が始まるもので、テーマ曲もオーケストラの演奏である。そのテーマを主題歌として“55 DAYS AT PEKING”は、ブラザーズ・フォア盤が日本でも販売されヒットした。デューク・エイセスが英語歌詞で吹き込んだカバー曲が製作され、朝日ソノラマから発売されたソノシート『映画音楽 No.25』（1963年10月21日発行）に収録された。
この他に、日本では克美しげるが歌うカバー曲（日本語訳詞：ホセ・しばさき）も製作されており、歌詞は原曲に忠実だが「さらに加えて精鋭日本」などの歌詞が追加されている。映画公開時に東芝音楽工業からシングルレコードとして発売された。B面は同じ時期に放送を始めたテレビアニメ主題歌『エイトマン』である。

## 史実との相違
作品中では義和団は悪役として設定されているが、現在の中国では、欧米の帝国主義的侵略に対抗した義民として肯定的に評価されている。また義和団が掲げる旗印が当時の「扶清滅洋」ではなく「京都」（首都つまり北京の意味）になっているなど、考証が不充分な場面が含まれる。

## エピソード
撮影はスペインで行われたが、数千名の中国人を出演させるため、映画会社はスペイン全土から中国人を集めたという。またチャイニーズレストランで働く中国人が多かったため、撮影期間中の数ヶ月は、スペインのチャイニーズレストランがほとんど閉店したという話が残っている。実際にはそれだけでは足りなくて、ロンドン、ローマ、リスボン、マルセイユあたりからも集められたという。なお初公開時のパンフレットによると5か月間に1200人の中国人たちが撮影に参加した。

## スペイン製作のハリウッド映画
この映画の舞台は中国・北京で撮影地はスペイン・マドリード。製作者・監督・主演はアメリカ人。当時は東西対立で中国とは冷戦状態であったので現地でのロケが難しく、本来はハリウッドで製作されてもいい映画であった。しかし1960年前後からアメリカ映画でありながらアメリカ国内で撮影されない映画が増えてきていた。『ベン・ハー』『クレオパトラ』はイタリアのチネチッタで行われて、『スパルタカス』はスペインで撮影されている。そしてアメリカのプロデューサーであったサミュエル・ブロンストンがスペインに本拠を置き、ニコラス・レイ監督の『キング・オブ・キングス』『北京の55日』、アンソニー・マン監督の『エル・シド』『ローマ帝国の滅亡』の歴史物の超大作を70ミリ映画としてスペインで撮影している。
この理由は映画製作にかかるコストが高くなり、ハリウッドでの撮影でなくイタリアやスペインでの撮影で経費を節減することにあった。また当時のスペインはフランコ政権の時代でフランコ自身が映画好きで撮影にスペイン陸軍の兵士を無償でエキストラに使うことが出来たことによる。デヴィッド・リーン監督の『アラビアのロレンス』も一部がスペインで、そして『ドクトル・ジバゴ』は全編がスペインで撮影された。
しかし、50年代のスクリーンの大型化から始まった歴史物の超大作の製作は、この『北京の55日』以降70ミリ映画の価値が薄れて、余りヒットせず、サミュエル・ブロンストンの倒産と合わせるかのように大作主義が影をひそめていった。またここで活躍した映画監督もその後映画製作に関わることが少なくなった。
『北京の55日』はまだ70ミリ映画というだけで客が入りヒットする時代の最後の作品であった。そしてハリウッドがもはや映画を撮影する所ではなく、映画会社の本部があるという意味での映画産業の中心地に変わっていった。